# Grão Pará
Grão Pará là một đô thị thuộc bang Santa Catarina, Brasil. Đô thị này có diện tích 328 km², dân số năm 2007 là 6051 người, mật độ 18,4 người/km².